# 江梨子
『江梨子』は、1962年1月20日に ビクターより発売された橋幸夫の17枚目のシングルである（VS-617）。橋が主演する映画「江梨子」（大映）の主題歌となった。

## 概要
- 潮来笠でデビューした橋幸夫は、作詞佐伯孝夫／作曲吉田正で、股旅物や「南海の美少年」に代表される時代歌謡を多く歌ってきたが、1961年10月「吉田正リサイタル」で学生服姿で登壇し歌った[1]のが、この「江梨子」である。これまでのイキな着流し姿から一変した学生服姿であった。
- 作詞、作曲は従来通り佐伯孝夫、吉田正で橋の両恩師に変わりはない。リサイタルから2ヶ月後にリリースとなったが、発売されているのはスタジオ録音である。
- リサイタルの音源も、レコード化（後CD化）され、現存している。現在も『吉田メロディーのすべて』 Disc4（2010/5 VICL-63624）に収録され、聞くことができる。
- この曲の宣伝には、新聞の尋ね人欄が使われ「えり子さん、大至急連絡乞う」と掲載され、連絡のあった人に、「今度、橋が『江梨子』という新曲を出す」とPRした[2]。
- レコードセールスは80万枚に達し[3]、この曲の大ヒットで、橋は、股旅・時代物と現代物という二つの路線を確立するが、青春歌謡という後の「御三家時代（橋・舟木一夫・西郷輝彦）」や「四天王（御三家+三田明）時代」を創出した点で昭和歌謡史に残る曲となった。ただ、イキな着流しで股旅・時代歌謡を歌ってきた橋が、学生服姿で現代歌謡を歌うことに「ビクター関係者には少なからず反対者もいた」[4]。またいきなり青春歌謡への転換で、「あの当時、橋君が（歌唱で）迷った」と吉田は後日述べている[5]。
- 学生服姿の舟木一夫が「高校三年生」で登場するのは、橋の学生服登壇から1年半後の1963年6月である。
- c/wは雪村いずみの「初恋の湖」

## 収録曲
1. 江梨子
作詞：佐伯孝夫、作・編曲：吉田正
2. 初恋の湖（雪村いずみ）
作詞：佐伯孝夫、作・編曲：吉田正

## 収録アルバム
- 『橋幸夫＜BEST ONE＞』1996/10（VICL-816）
- 『橋幸夫全曲集』1999/10（VICL-60474）
- 『橋幸夫が選んだ橋幸夫ベスト40曲』[2CD]2000/10（VICL-60641～2）自選ベスト
- 『橋幸夫全曲集』2001/10（VICL-60812）
- 『橋幸夫全曲集』2003/11（VICL-61251）
- 『橋幸夫ベスト～盆ダンス～』2005/11（VICL-61820）

.....他

## カバー
- 五木ひろし(『哀愁の吉田メロディを歌う』)
- 森進一（『再会』収録）
- 山内惠介（『君に唄う～山内惠介・哀愁名曲選～』）
- 橋幸夫「江梨子2010（アコースティックアレンジ）」（50周年記念アルバム「『道程（みちのり）』）

## 映画「江梨子」
- 本楽曲をもとに、橋幸夫主演で映画「江梨子」（大映京都）が制作され、1962年3月25日公開された。大映スコープ・カラー・81分。
- 映画のストーリーは歌詞の内容を忠実に再現している。
- 伊豆の旧家の息子茂（橋幸夫）は、受験勉強のため姉の嫁ぎ先に下宿。そこで江梨子（三条魔子）と知り合うが、身分違いのため、二人は引き裂かれてしまう、美しくも哀しい純愛ドラマ[6]。学生役の橋は当然学生服姿。
- 藤井淑禎は、ストーリーはともかく、「映画では当時の暮らしぶりがきめ細かく描かれ、こちらは見応え十分」で「歌謡映画はさまざまなものを映し出す鏡であったことは間違いない」と評している[7]。
- 1997年にVHS化されたが廃盤、DVD化はされてない。

### スタッフ
- 製作 - 藤井浩明
- 脚本 / 監督 - 木村恵吾
- 撮影 - 渡辺公夫
- 音楽 - 小川寛興
- 美術 - 柴田篤二
- 照明 - 泉正蔵
- 録音 - 飛田喜美雄
- スチル - 沓掛恒一

### 出演者
- 宮原茂 - 橋幸夫
- 江梨子 - 三条魔子
- 野寺惣兵衛 - 船越英二
- 野寺とし子 - 岩崎加根子
- 宮原藤乃 - 村田知栄子
- 坂口夫人 - 倉田マユミ
- 坂口さゆり - 緑愛子
- 坂口やすみ - 渚まゆみ
- おしま - 浦辺粂子
- 由松 - 篠崎一豊
- 喫茶店の女主人 - 村田扶実子
- 要二二郎 - 竹内哲郎
- 甚作 - 此木透
- お咲 - 岡崎夏子
- 太吉 - 小杉光史
- お菊 - 澄川仁恵
- 千代 - 萱みゆき
- 光子 - 万代敦子
- 召使 - 三島愛子、藍三千子、竹里光子、花野富夫、佐藤八郎
- 医者 - ジョー・オハラ

### 同時上映
『スーダラ節 わかっちゃいるけどやめられねぇ』
- 原作：青島幸男 / 脚本：高橋二三 / 監督：弓削太郎 / 主演：川口浩、川崎敬三
- 植木等のヒット曲『スーダラ節』の映画化で、歌謡映画同志がカップリングする形となった。なおハナ肇とクレージーキャッツも、この映画に助演している。